# Anticarsia detrahens
Anticarsia detrahens är en fjärilsart som beskrevs av Walker 1858. Anticarsia detrahens ingår i släktet Anticarsia och familjen nattflyn. Inga underarter finns listade i Catalogue of Life.